# دموع الحب (فلم)
هذا الفيلم هو ثاني أفلام محمد عبد الوهاب، وقد مثله بالاشتراك مع مطربة معروفة آنذاك اسمها نجاة علي، وهو مأخوذ عن قصة اسمها تحت ظلال الزيزفون وهذه القصة قام بتعريبها الأديب المصري مصطفى لطفي المنفلوطي عن قصة فرنسية اسمها مجدولين.

## قصة الفيلم
شاب موهوب في الغناء لا يجد طريقه فيه ، يعثر على عمل لدى أحد الباشوات كسائق ، وبالصدفة يكتشف أن هذا الباشا يحاول سرقة أموال ابنة أخيه ، وهو الوصي على أملاكها ، فيقرر أن يكشف هذه السرقة للفتاة التي بدأ في حبها بالفعل ، تكذبه ، وتبعد عنه ، لكن ومع الوقت تكتشف أن عمها يسرقها بالفعل ، ويحاول تزويجها من ابنه ليستولي على كل شيء ، فتعود مرة أخرى نادمة لحبيبها

## أغاني الفيلم
ألف أغاني الفيلم الشاعر أحمد رامي. باستثناء قصيدة سهرت منه الليالي التي ألفها حسين أحمد شوقي (ابن الشاعر أحمد شوقي)، وأغنية في البحر لم فتكم (من الزجل القديم).
والأغاني التي ألفها أحمد رامي هي:
- أيها الراقدون.
- تحية العلم (أيها الخفاق).
- صعبت عليك (مع نجاة علي).
- كروان حيران.
- محلى الحبيب (مع نجاة علي).
- ياما بديت.

## وصلات خارجية
- مقالات تستعمل روابط فنية بلا صلة مع ويكي بيانات